# Rolls-Royce Exe
Il Rolls-Royce Exe, chiamato anche Rolls-Royce Boreas, era un motore aeronautico sperimentale 24 cilindri ad X raffreddato ad aria, realizzato dalla britannica Rolls-Royce Limited negli anni trenta.
Progettato per essere il motore primario che avrebbero dovuto adottare i nuovi velivoli della Fairey Aviation Company Limited e destinati alla Fleet Air Arm, quali il Fairey Barracuda, in realtà non superò mai la fase della sperimentazione, un destino condiviso anche dai Peregrine, sviluppato proprio dall'Exe, e Vulture.
L'Exe era caratterizzato da una disposizione dei cilindri ad X, ricavata dall'unione di due motori a V aventi un albero a gomiti comune, una distribuzione realizzata con valvole e fodero, un riduttore di velocità interposto tra l'albero motore e l'asse dell'elica e la scelta del raffreddamento ad aria.
Analogamente a quanto realizzato anche dalle aziende delle potenze dell'Asse però, a causa di continui problemi di vibrazioni e messa a punto, nessun motore avente questo tipo di configurazione riuscì mai ad essere avviato alla produzione.
Lo sviluppo degli Exe, sorte poi toccata anche a Peregrine e Vulture, venne prima interrotto nell'agosto 1939 per essere poi definitivamente cancellato nell'agosto 1940 a causa della priorità concessa allo sviluppo degli affidabili V12 Merlin già in produzione ed allo sviluppo dei nuovi Griffon.